# Junior MasterChef Australia
Junior MasterChef Australia es un reality de cocina de Australia Se trata de una secuela o adaptación de MasterChef Australia pero esta vez, teniendo como participantes a infantes de 8 a 12 años. la primera temporada comenzó su producción en 07 de 2010 con 50 participantes. Más de 50.000 niños se presentaron a la convocatoria.
Gary Mehigan y George Calombaris regresaron al lado de Anna Gare, mientras que Matt Moran sustituye Matt Preston como un juez. Callum Hann también ha participado en la serie.
A diferencia de la serie predecesora Junior MasterChef es producida por Shine Australia El comercial de la serie fue lanzado durante el final de la segunda temporada de MasterChef Australia. La serie fue estrenada el 12 de septiembre de 2010.

## Temporadas

### Temporada 1
La producción de una versión 'Junior' de la serie Master Chef se sugirió inicialmente en octubre de 2009. La primera temporada contó con concursantes de 8 a 12 años de edad. Fue filmada después de la segunda temporada de MasterChef Australia y comenzó a emitirse 12 de septiembre de 2010. A diferencia del programa anterior, Junior MasterChef Australia fue producida por Shine Australia. Isabella Blis fue la ganadora de la primera temporada de la serie.

### Temporada 2
Júnior MasterChef se renovó oficialmente el 15 de noviembre de 2010 debido a altos índices de audiencia, para volver para una segunda temporada en 2011. El rodaje comenzó el 28 de julio de 2011, con la temporada que se estrena en octubre de 2011. Greta Yaxley tuvo el honor de reclamar el título de Junior MasterChef Junior 2011.

## Transmisión internacional
| País          | Canal                     | Modo                  |  |
| ------------- | ------------------------- | --------------------- |  |
| Afganistán    | STAR World                | Subtitulado           |  |
| Liga Árabe    | STAR World                | Subtitulado           |  |
| Bangladés     | STAR World                | Subtitulado           |  |
| Bélgica       | Vitaya                    | Subtitulado           |  |
| Bután         | STAR World India          | Subtitulado           |  |
| Chipre        | Nova (Forthnet)           | Subtitulado           |  |
| México        | Discovery Home & Health   | Doblado               |  |
| México        | Travel_and_Living_Channel | Doblado               |  |
| Venezuela     | Travel and Living Channel | Doblado               |  |
| Myanmar       | STAR World                | Subtitulado           |  |
| Colombia      | TLC                       | Doblado               |  |
| Grecia        | Cosmote TV                | Subtitulado           |  |
| Hong Kong     | TVB Pearl                 | Doblado y subtitulado |  |
| Hong Kong     | STAR World                | Subtitulado           |  |
| India         | STAR World India          | Subtitulado           |  |
| Indonesia     | STAR World                | Subtitulado           |  |
| Irlanda       | Watch                     |                       |  |
| Italia        | Sky Uno                   | Doblado               |  |
| Malasia       | STAR World                | Subtitulado           |  |
| Nepal         | STAR World India          | Subtitulado           |  |
| Nueva Zelanda | Prime                     |                       |  |
| Pakistán      | STAR World                | Subtitulado           |  |
| Filipinas     | STAR World                |                       |  |
| Polonia       | TV6                       | Polish lector         |  |
| Singapur      | STAR World                | Subtitulado           |  |
| Singapur      | Okto                      |                       |  |
| Sri Lanka     | STAR World India          | Subtitulado           |  |
| Taiwán        | STAR World                | Subtitulado           |  |
| Tailandia     | STAR World                | Subtitulado           |  |
| Países Bajos  | NET 5                     | Subtitulado           |  |
| Reino Unido   | Watch                     |                       |  |
| Vietnam       | STAR World                | Subtitulado           |  |
| Honduras      | VTV                       | Doblado               |  |
| Argentina     | Discovery Home & Health   | Doblado               |  |
| Chile         | Canal 13                  | Doblado               |  |
| Perú          | Discovery Home & Health   | Doblado               |  |
| Costa Rica    | Repretel                  | Doblado               |  |
| Panamá        | TVMax                     | Doblado               |  |